# Rychłocice
Rychłocice est une localité polonaise de la gmina de Konopnica, située dans le powiat de Wieluń en voïvodie de Łódź.